# نادي أولمبياكوس لكرة السلة
نادي أولمبياكوس بيروس (بالإنجليزية: Olympiacos Piraeus B.C.) و (باليونانية: Ολυμπιακός) وهو نادي كرة سلة يوناني تم تأسيسه في سنة 1931، يعتبر واحد من أقوى أندية كرة السلة في اليونان وفي أوروبا ويتمركز في مدينة بيرايوس، حيث فاز بلقب الدوري الأوروبي لكرة السلة 3 مرات ووفاز بالدوري اليوناني 15 مرات وفاز بكأس اليونان 12 مرات.